# 美拉維縣
美拉維縣是印度尼西亞西加里曼丹省的一個縣，位於該省東部，縣治為彬路鎮。

## 地理
美拉維縣位於西加里曼丹省東部，東邊、北邊與新當縣相連，西接道房縣，南與中加里曼丹省拉曼道縣、塞魯延縣、卡廷岸縣相鄰，美拉維河、彬路河及加燕河流經此縣。

## 行政區劃
美拉維縣縣治為彬路鎮，目前轄11個鎮：
1. 勿林明鎮
2. 上勿林明鎮
3. 下埃拉鎮
4. 美努拱鎮
5. 彬路鎮
6. 南彬路鎮
7. 北彬路鎮
8. 沙燕鎮
9. 梭乾鎮
10. 丹那彬路鎮
11. 西丹那彬路鎮